# NOW Big Hits 2004
NOW Big Hits 2004 er et dansk opsamlingsalbum udgivet 15. november 2004 af NOW Music. Albummet er en dobbelt-cd bestående af nogle af de største hits fra 2004.

## Trackliste

### Cd 1
1. C21: "All That I Want"
2. Stacie Orrico: "(There's Gotta Be) More To Life"
3. Outkast: "Hey Ya!"
4. Dido: "Life For Rent"
5. Joss Stone: "Super Duper Love (Are You Diggin' On Me?)"
6. Britney Spears: "Toxic"
7. L.O.C.: "Undskyld"
8. P!nk: "God Is A DJ"
9. Burhan G: "Take U Home"
10. Evanescence: "My Immortal"
11. Sugababes: "Too Lost In You"
12. N*E*R*D: "She Wants To Move"
13. Eamon: "F**k It (I Don't Want You Back)"
14. Christine Milton: "Shine On"
15. Swan Lee: "I Don't Mind"
16. Christina Aguilera: "The Voice Within"
17. Thomas Helmig: "Gold Digger"
18. Juncker: "Mogens & Karen"
19. Kylie Minogue: "Red Blooded Woman"

### Cd 2
1. The Black Eyed Peas: "Shut Up"
2. Maroon 5: "This Love"
3. Westlife: "Mandy"
4. Kelis: "Trick Me"
5. Maria Mena: "You're The Only One"
6. Beyoncé: "Naughty Girl"
7. 3 Doors Down: "Here Without You"
8. Safri Duo feat. Clark Anderson: "All The People In The World"
9. Nik & Jay: "Pop-Pop!"
10. Bombay Rockers: "Rock Tha Party"
11. Avril Lavigne: "Don't Tell Me"
12. Jokeren: "Det Ku Ha Været Dig"
13. Anastacia: "Left Outside Alone"
14. Usher: "Burn"
15. Tue West: "Hun Er Fri (Kvinden & Lottokuglerne)"
16. Scissor Sisters: "Take Your Mama"
17. Frankee: "F.U. Right Back"
18. Bent Fabric feat. Peter Frödin: "Everytime"
19. Kanye West: "Through The Wire"